# Бад Тьолц
Бад Тьолц (на немски: Bad Tölz) е град в Бавария, Германия и административен център на окръг Бад Тьолц-Волфратсхаузен.

## История
След оттеглянето на ледниците в края на ледената епоха, археологията доказва непрекъснато обитаване на района на Бад Тьолц.
Името Тьолц (на немски: Tölz) се появява сравнително късно – в документи, датиращи от края на 12 век.
Хайнрикус де Толнц построява замък на това място (вече не съществува), контролиращ реката и пътния трафик в района. През 1331 г. Луис IV прави Тьолц пазарен град.
През 14 век Тьолц става кръстопът на търговията със сол и дървен материал по река Изар. През 1453 г. пазарната улица, църквата и замъка са унищожени при пожар. Херцог Албрехт III позволява възстановяването на града, но този път от камък. Също така той построява дворец, който съществува до 1770 г., когато започва да запада поради липсата на поддръжка, постепенно изместен от Елбах.
Тридесетгодишната война (1618 г. – 1648 г.) носи чума и унищожение на района. По време на Войната за испанското наследство нещата започват да се стабилизират, благодарение на търговията с вар и дървен материал. По време на тази война, през 1705 г., винарят Йохан Ягер от Тьолц води група фермери по време на битката при Зендлинг (тогава южно от Мюнхен).
В средата на 19 век Тьолц се променя с откриването на естествените извори. Градът се превръща в лечебен и спа център, след като набляга на лечебните свойства на тези извори. През 1899 г. градът става известен като Бад Тьолц. Известен е още и като място за поклонение. На 6 ноември се състои фестивал на свети Леонард от Ноблак. През 1718 г. е построена малка църква в негова чест, намира се на хълма Кавалри.
През 1937 г. е създадено училище за SS офицерски кандидати (на немски: SS-Junkerschule) в Бад Тьолц, което работи до края на Втората световна война. Освен това там е разположен един от лагерите на концентрационния лагер Дахау. Той осигурява работна ръка за училището и централната административна сграда (на немски: Zentralbauleitung). На мястото на училището до 1991 г. се намира база на американския 1-ви батальон, 10-а група на специалните части.
Бад Тьолц е известен със своите спа центрове, като исторически средновековен град и с изгледа към Алпите. На западния бряг на река Изар се намират модерни термални бани, чиито богати на йод води са известни със своите облекчаващи и лекуващи възможности. Друга голяма атракция е църквата Stadtpfarrkirche („Градска енорийска черква“) построена през 1466 г., която е пример за германската късна готическа архитектура.

## География
Бад Тьолц се намира на река Изар, 670 м над морското равнище. Заема 30,8 km².

## Транспорт
Бад Тьолц се намира на железопътната линия Мюнхен-Ленгрис.

## Култура
- В Бад Тьолц се снима популярния телевизионен сериал Der Bulle von Tölz (Ченгето от Тьолц).
- Tölzer Knabenchor – момчешки хор.
- Бад Тьолц е известен и с хокейния си отбор.

## Личности
Починали в Бад Тьолц
- Алексей Павлов, руски геолог

## Побратимени градове
- Виши, Франция